# Les Deux Pistoleros de Silver City
Pour plus de détails, voir Fiche technique et Distribution.
Les Deux Pistoleros de Silver City (Un animale chiamato uomo) est un western spaghetti italien réalisé par Roberto Mauri et sorti en 1972.

## Synopsis
Bill Matson et Mark Forester rejoignent une bande de hors-la-loi. Mais leur rivalité explose de façon sanguinaire.

## Fiche technique
- Titre original : Un animale chiamato uomo
- Titre français : Les Deux Pistoleros de Silver City
- Réalisation : Roberto Mauri
- Scénario : Roberto Mauri
- Musique : Carlo Savina
- Décors : Emilio Zago
- Maquillage : Romolo Sensoli
- Photographie : Luigi Ciccarese
- Montage : Adriano Tagliavia
- Production : Felice Lattes, Robert H. Oliver et Romano Vincenzo
- Sociétés de production : Lattes Cinematografica, Virginia Cinematografica
- Pays de production :  Italie
- Langue originale : italien
- Genre : western spaghetti
- Durée : 86 minutes
- Dates de sortie :
  - Italie : 1972
  - France : 14 mai 1975 (inédit à Paris, diffusé dans les Bouches-du-Rhône)[1]

## Distribution
- Omero Capanna : Johnny Matson
- Vassili Karis : Bill Matson
- Gillian Bray : docteur Yvette
- Craig Hill : Mark Forester
- Gilberto Galimberti : Joe
- Paolo Magalotti
- Sergio Serafini
- Roberto Dell'Acqua
- Carla Mancini